# Camp de prisonniers de Bandō

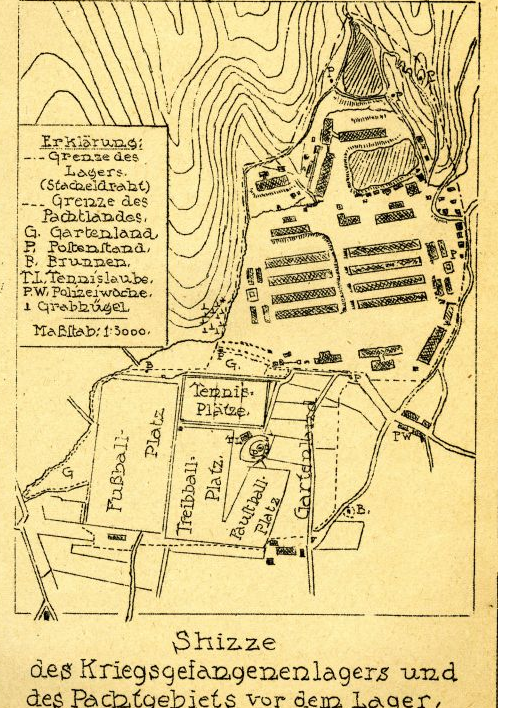
Plan du camp en 1917.

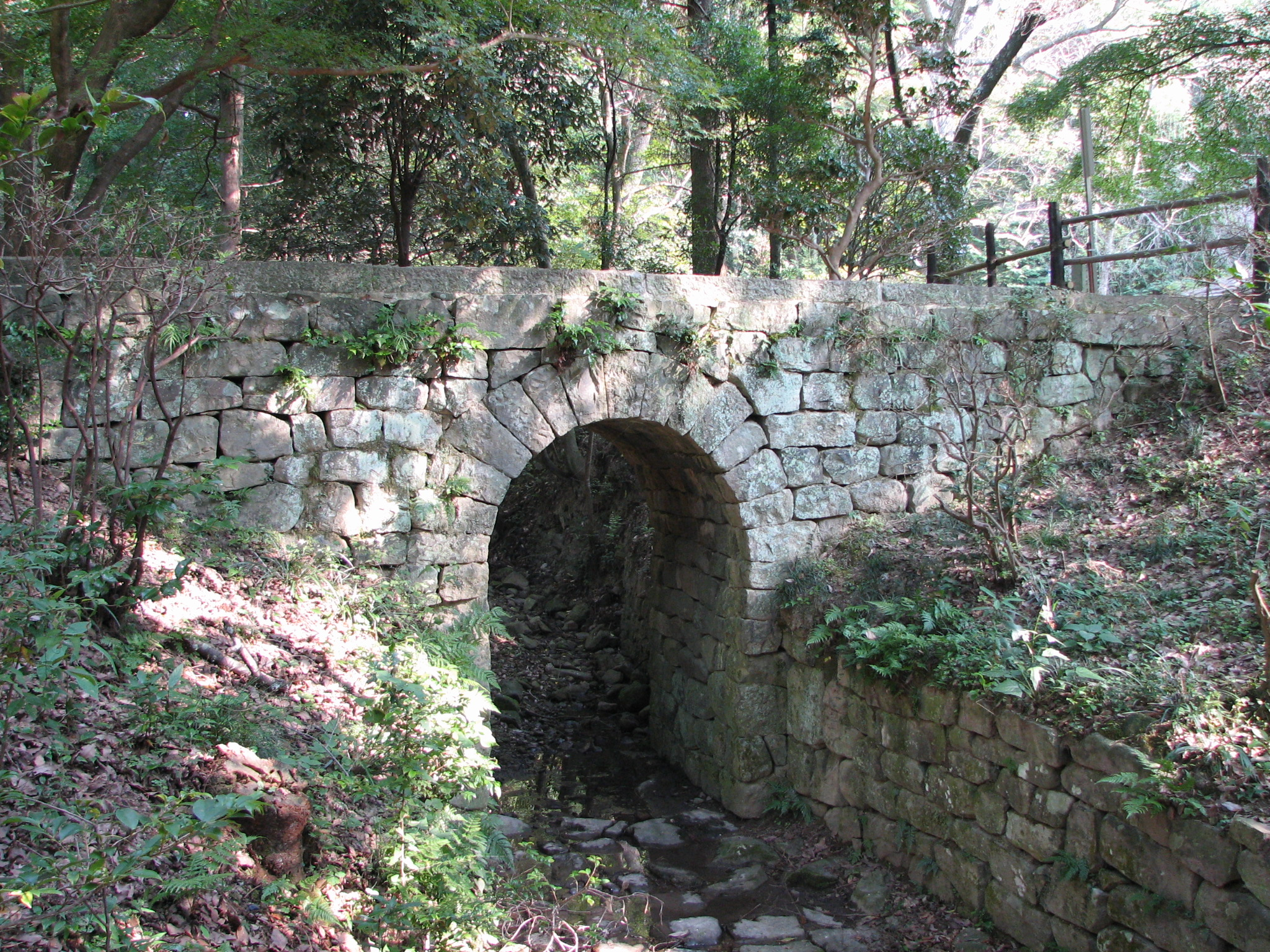
Le pont construit par les prisonniers allemands durant leur captivité.

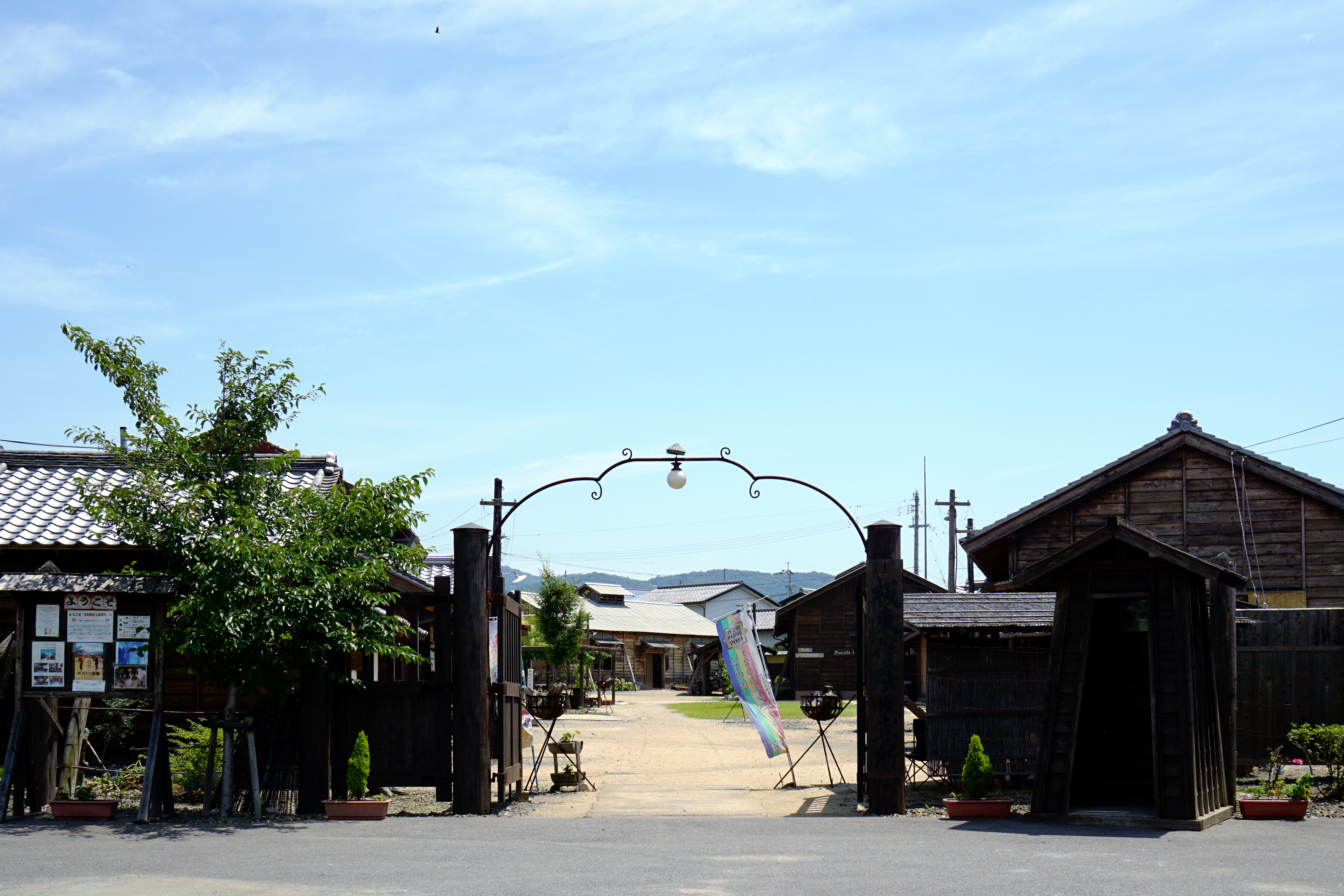
L'entrée du musée historique Baruto-no-niwa du camp à Naruto.

Le camp de prisonniers de Bandō (板東俘虜収容所, Bandō Furyoshūyōsho) existait au Japon, dans la préfecture de Tokushima, durant la Première Guerre mondiale. Du mois d'avril 1917 à janvier 1920, presque 1 000 prisonniers allemands (sur les 3 900 capturés à Tsingtao en novembre 1914) sont emprisonnés dans ce camp. Lors de sa fermeture en 1920, 63 prisonniers choisissent de rester au Japon.

## L'orchestre du camp
Durant leur internement, les prisonniers forment un orchestre qui fait plus d'une centaine de concerts entre 1917 et 1920, dont certains près du Ryōzen-ji,. Le 1er juin 1918, les prisonniers interprètent pour la première fois au Japon la Neuvième Symphonie de Beethoven. Cet événement est à l'origine de la popularité de la symphonie dans le pays, jouée de nombreuses fois à chaque Nouvel An, et qui est célébrée chaque année par un concert au Naruto Bunka Kaikan le premier lundi de juin,.

## La Maison allemande
Le musée Naruto Doitsu-kan (鳴門市ドイツ館) ouvre en 1972 pour exposer divers objets. En 1974, la ville de naruto est jumelée avec Lunebourg en Allemagne et l'entrée de nouveaux objets dans la collection du musée nécessite de changer de locaux. Un nouveau bâtiment situé près de l'ancien camp est ouvert en 1993.